# Schizonycha tuberculiventris
Schizonycha tuberculiventris är en skalbaggsart som beskrevs av Moser 1914. Schizonycha tuberculiventris ingår i släktet Schizonycha och familjen Melolonthidae. Inga underarter finns listade i Catalogue of Life.